# Фарлиуг (Караш-Северин)
Фарлиуг (рум. Fârliug) насеље је у Румунији у округу Караш-Северин у општини Фарлиуг. Oпштина се налази на надморској висини од 183 m.

## Прошлост
По "Румунској енциклопедији" место се први пут помиње у документима 1690. године. По протеривању Турака 1717. године у њему пописано чак 100 кућа. А 1776. године евидентирано је у селу 355 домова.
Аустријски царски ревизор Ерлер је 1774. године констатовао да место припада Карашовском округу, Вршачког дистрикта. Становништво је било претежно влашко.
Око 1821. године велике земљишне поседе стичу у Фурљуку две племићке породице. Биле су то спахије Гашпар и Паликучевни. Гашпар је остао у селу после 1921. године и доживео да му земља потпадне под аграрну реформу. Последњи Паликечевни се иселио 1920. године, претходно продавши све некретнине.
Место је дакле током 19. века било спахилук племића Паликучевни. То је била већ помађарена, стара српска властелинска породица Паликућа. Своју књигу "Краткаја размишљенија" посветио је 1805. године аутор Јован Мушкатировић (таст), свом зету Јовану Палик-Учевном "от Фурлук", члану судског већа Крашовске жупаније. Умрла је 12. априла 1821. године у Шиманду, Ана Палик-Учевни (рођ. Путник). Написао јој је посмртну оду 1821. године тада архимандрит Шишатовачки Лукијан Мушицки. Племић Петар Палик - Учевни "от Фурлог" био је 1832. године солгабиров лугошки (срески начелник) и жупанијски члан. Године 1846. њен господар набавио је Вукову збирку српских народних песама. Јован Палик-Учевни узео је исте године књигу Јована Суботића.

## Становништво
Према подацима из 2002. године у насељу је живело 2254 становника.

### Попис2002.
| Расподела становништва по националности 2002.‍ | Расподела становништва по националности 2002.‍ | Расподела становништва по националности 2002.‍ | Расподела становништва по националности 2002.‍ | Расподела становништва по националности 2002.‍ |
| --------------------------------------------- | --------------------------------------------- | --------------------------------------------- | --------------------------------------------- | --------------------------------------------- |
|                                               |                                               |                                               |                                               |                                               |
| Румуни                                        | Румуни                                        |                                               | 2.063                                         | 91,6%                                         |
| Мађари                                        | Мађари                                        |                                               | 5                                             | 0,2%                                          |
| Роми                                          | Роми                                          |                                               | 35                                            | 1,6%                                          |
| Украјинци                                     | Украјинци                                     |                                               | 88                                            | 3,9%                                          |
| Немци                                         | Немци                                         |                                               | 17                                            | 0,8%                                          |
| Словаци                                       | Словаци                                       |                                               | 24                                            | 1,1%                                          |
| Чеси                                          | Чеси                                          |                                               | 19                                            | 0,8%                                          |

### Хронологија
| Година       | 1992 | 1993 | 1994 | 1995 | 1996 | 1997 | 1998 | 1999 | 2000 | 2001 | 2002 | 2003 | 2004 | 2005 | 2006 | 2007 | 2008 | 2009 | 2010 | 2011 | 2012 | 2013 | 2014 | 2015 | 2016 | 2017 |
| ------------ | ---- | ---- | ---- | ---- | ---- | ---- | ---- | ---- | ---- | ---- | ---- | ---- | ---- | ---- | ---- | ---- | ---- | ---- | ---- | ---- | ---- | ---- | ---- | ---- | ---- | ---- |
| Становништво | 2263 | 2195 | 2129 | 2072 | 1995 | 1957 | 1897 | 1854 | 1801 | 1763 | 1734 | 1727 | 1808 | 1769 | 1739 | 1748 | 1832 | 1828 | 1812 | 1799 | 1787 | 1776 | 1776 | 1743 | 1742 | 1739 |